# Авоян, Роберт Смбатович
Авоян Роберт Смбатович ( 30 октября 1939, Гореловка (Грузия) - 17 июля 2019 ) - Советский государственный деятель, Министр Связи.  

## Биография
Советский государственный деятель, Министр Связи.
Родился 30 октября 1939 в с.Гореловка. В 1965 году Окончил Академию связи.

## Достижения
Внес большой вклад в изучение и развитие международной связи.
Благодаря усилиям Авояна Армения стала первым государством в СССР, в котором появилась возможность  установления международной связи AT&T.

## Смерть
Умер 17 июля 2019